# أيمن تومي
أيمن تومي (بالإنجليزية: Aymen Toumi) (و. 1990  م) هو لاعب كرة يد، من تونس، ولد في سوسة، شارك في ألعاب أولمبية صيفية 2012، يلعب كجناح ‏.

## روابط خارجية
- أيمن تومي على موقع الاتحاد الأوروبي لكرة اليد (الإنجليزية)
- أيمن تومي على موقع الاتحاد الفرنسي لكرة اليد (الفرنسية)
- أيمن تومي على موقع أوليمبيديا (الإنجليزية)